# 拉奥·安瓦尔
拉奥·安瓦尔，是一名退休的巴基斯坦警官，曾在卡拉奇的马利尔区担任高级警司。他被称为信德省的杀戮专家，因为据说经他审判的人经常被法外处决，2011年至2018年期间，至少实施了444起杀戮事件。击毙纳吉布拉·马哈苏德之后，安瓦尔于2018年1月20日被停职。
2019年12月10日，安瓦尔被美国财政部列入全球马格尼茨基法案规定的黑名单，原因是他在任职期间犯下暴行，包括谋杀纳吉布拉·马哈苏德。一年后，英国也对他实施了制裁，其中包括冻结资产和禁止他前往英国。2021年10月1日，巴基斯坦国家问责局(NAB)对安瓦尔在已知收入来源之外积累价值数百万卢比的资产展开调查，批准扣押他的9个银行账户。

## 职业生涯
在卡拉奇港口当了一年书记员后，安瓦尔于1982年成为警察助理副督察(ASI)。 从1992年到1999年，安瓦尔在卡拉奇打击帮派的行动中发挥了主要作用，其中许多帮派成员要么被捕，要么被杀。当2002年佩尔韦兹·穆沙拉夫掌权时，安瓦尔从卡拉奇消失了。
2008年人民党上台后，安瓦尔回到卡拉奇。2008年，他从督察晋升为克拉玛里镇的副警司，然后在短时间内晋升为加达普镇的警司。他被认为与巴基斯坦前总统阿西夫·阿里·扎尔达里关系密切。 安瓦尔于2011年成为马利尔镇的高级警司。
2012年，他被一项最高法院命令降级为副巡视员，但扎尔达里利用他的行政权力恢复了安瓦尔的警司职务。2013年，在发生致命的卡拉奇阿巴斯镇爆炸事件后，安瓦尔被最高法院暂时停职。2015年，他因“滥用职权”被短暂停职，因为他在有争议的新闻发布会上声称，帮派派遣人员到印度，让他们接受印度情报机构的培训，以便在巴基斯坦传播恐怖活动。帮派活动人士达希·兰巴在新闻发布会前已被安瓦尔逮捕，并被指控为原始特工，后来因缺乏证据而被法院释放。
2016年9月，安瓦尔因突袭帮派领导人伊兹哈鲁·哈山的家并未经信德省议会允许而拘留他而被停职。安瓦尔在法庭上对暂停令提出质疑，并在几周后复职。
2018年1月13日，安瓦尔领导了一次行动，导致纳吉布拉·马哈苏德和另外三人在卡拉奇的沙阿·拉提夫镇被枪杀。安瓦尔说，他们是巴基斯坦塔利班运动的成员。1月19日，安瓦尔在一个部门调查委员会面前发表了一项声明。他声称委员会的一名成员有偏见，并迫使警察人员记录关于他的虚假陈述。1月20日，委员会宣布马哈苏德是无辜的，被错误地杀害，安瓦尔被警方开除。
1月22日，安瓦尔拒绝第二次出席委员会的听证会，称调查是“片面的”。他声称，他既不负责调查，也不负责抓获马哈苏德。1月23日，据报道，安瓦尔试图通过伊斯兰堡的贝·布托国际机场逃离巴基斯坦。他的名字被添加到出境管制名单中，并对他提出了第一份信息报告。安瓦尔要求情报机构成立一个“联合调查小组”，并称针对他的指控“毫无根据”。
1月27日，巴基斯坦最高法院向信德警察局发出了三天的逮捕安瓦尔的最后期限，称手机定位证据证实安瓦尔在遭遇谋杀的现场。 1月31日，安瓦尔驳斥了有关他在警方未能逮捕他后离开该国的报道。3月3日，最高法院下令冻结他在巴基斯坦国家银行的账户，最高法院在2月16日以藐视法庭罪举行的听证会上作出了判决。
2018年2月17日，前巴基斯坦总统阿西夫·阿里·扎尔达里表示支持安瓦尔，称他是一个在与穆塔希达·库米运动的战斗中幸存下来的“勇敢的孩子”。然而，扎尔达里后来说他说错了话，并收回了自己的话。2018年3月21日，安瓦尔在最高法院出庭后被捕。
安瓦尔于2019年1月1日退休，面临停职审判。除了与警方有争议的接触外，安瓦尔还因参与卡拉奇马利尔和加达普地区的地产开发、砾石和沙子开采而得名。

## 个人生活
根据巴基斯坦国家数据库官员的说法，安瓦尔自被任命为警司以来，已经去过迪拜74次，直到他被免职，也就是平均每月一次。